# 그랑드 샤르트뢰즈

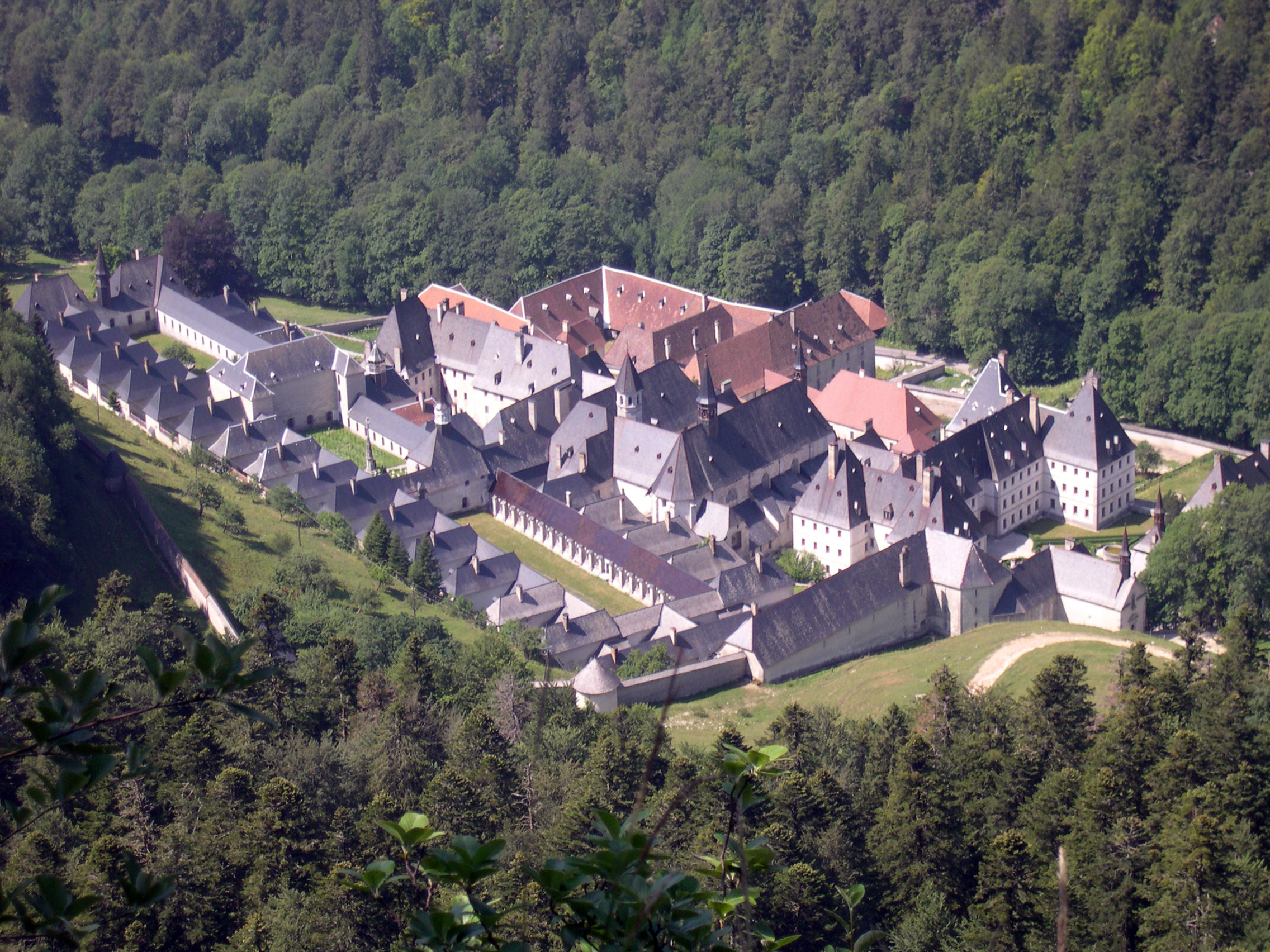

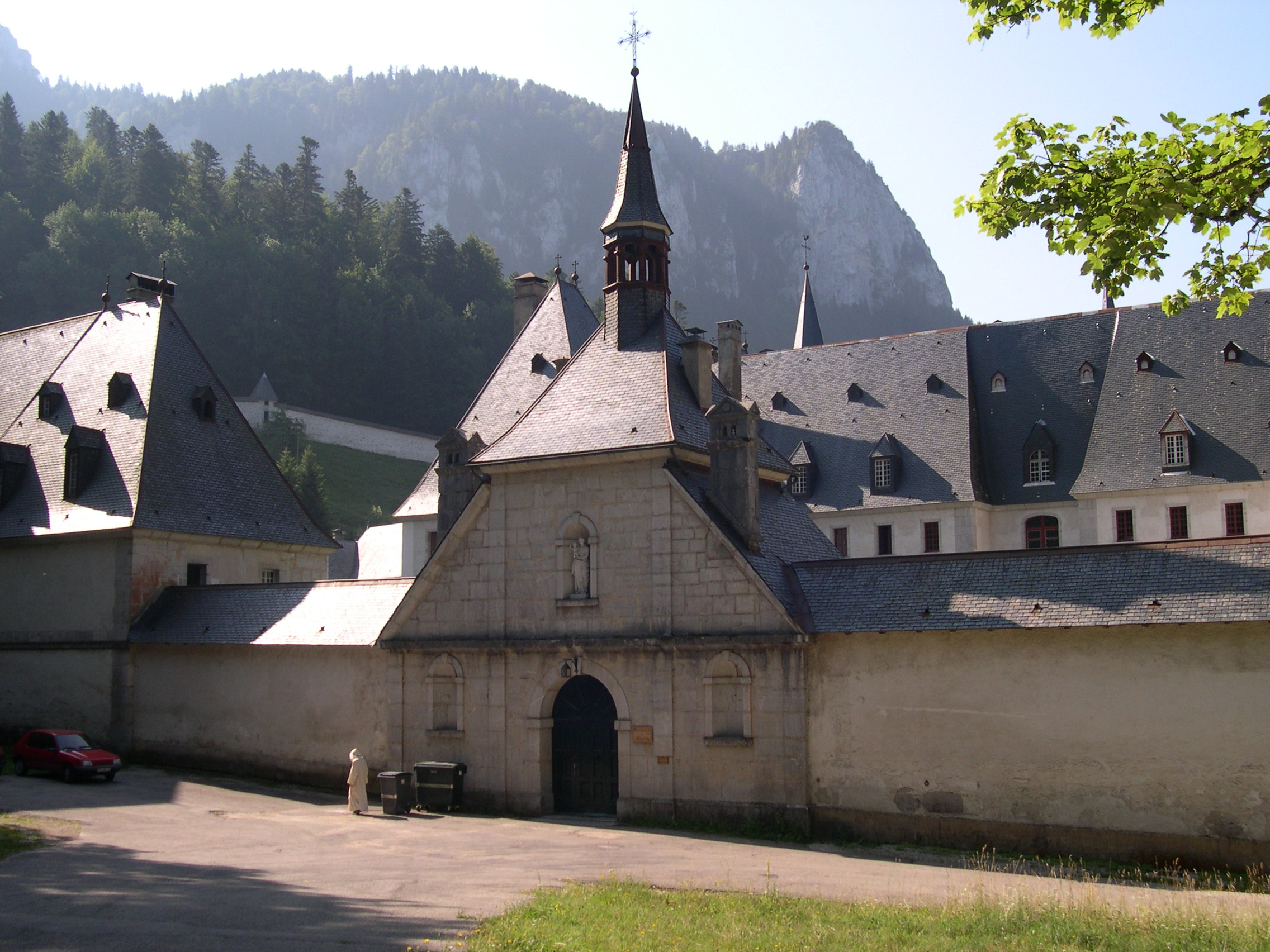

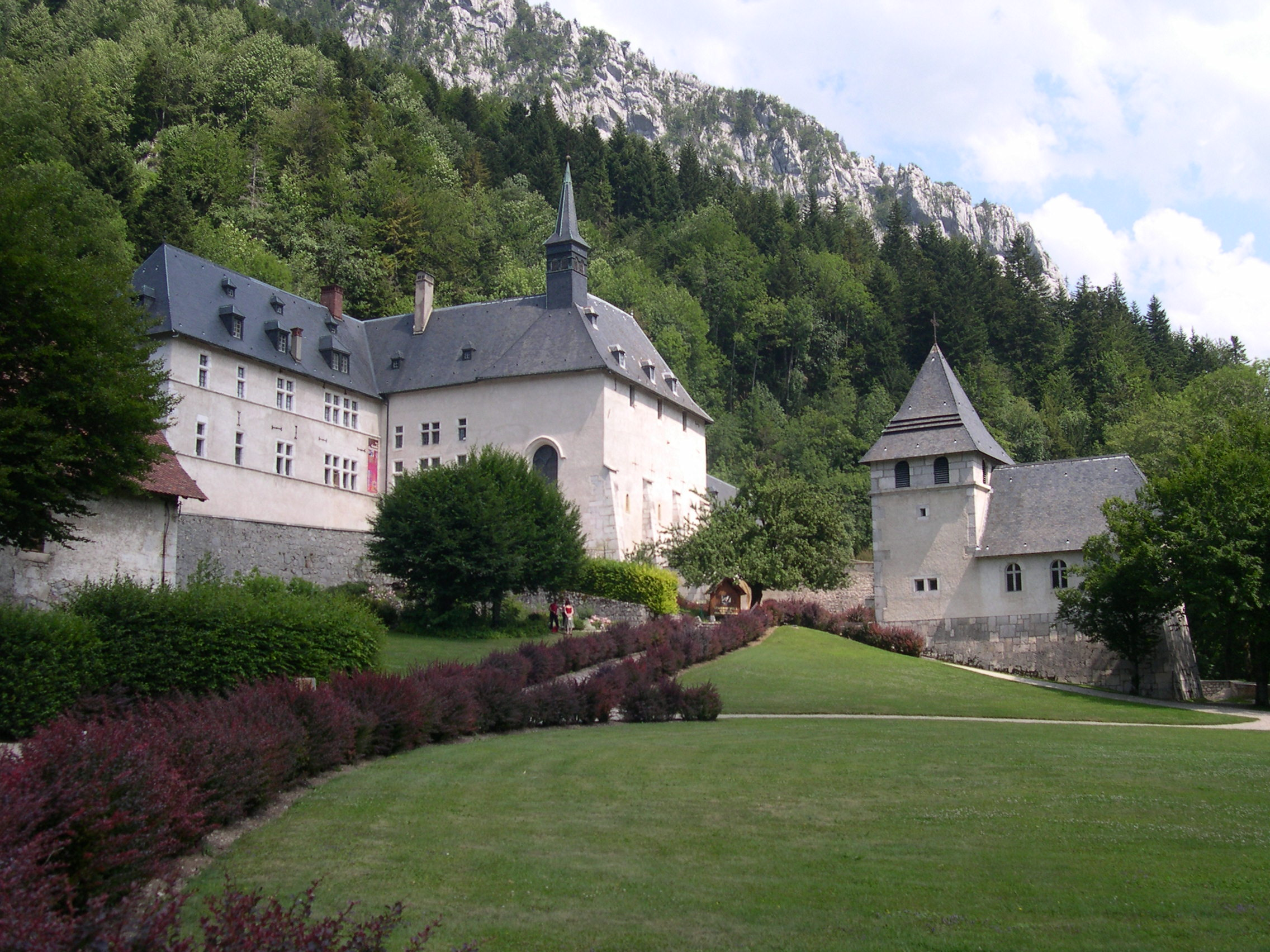

그랑드샤르트뢰즈(프랑스어: Grande Chartreuse)는 카르투시오회 수도원들의 모원(母院)이다. 생피에르드샤르트뢰즈 지방의 그르노블 시 북쪽에 있는 샤르트뢰즈 산맥에 자리 잡고 있다. 수도원 건물은 본래 그르노블 교구에 속한 성의 일종이었다. 1084년 성 후고는 성 브루노와 그의 추종자들이 카르투시오 수도회를 설립하자 이곳의 성을 수도원 건물로 기증하였다.
현재 그랑샤르트뢰즈 수도원은 외부인의 방문을 일절 허용하지 않고 있으며, 수도원 주변은 자동차 운행을 전면 금지하고 있다. 그 대신에 수도원으로부터 약 2킬로미터 정도 떨어진 곳에 카르투시오회 수도자들의 생활상을 기록한 자료들을 볼 수 있는 박물관이 있다.
수도원은 18세기 초 이래 프랑스에서 샤르트뢰즈 리큐르 판매를 통해 경제 활동을 하고 있으며, 시간이 흐르면서 오늘날에는 세계 시장을 상대로 인기를 얻고 있다.
필립 그로닝 감독이 제작한 《위대한 침묵》이라는 제목의 그랑드샤르트뢰즈 수도원을 다룬 다큐멘터리 영화는 2005년 개봉 이후 여러 영화제로부터 초청을 받아 찬사를 받았다.